# Kdo truchlí pro Adonise?
Kdo truchlí pro Adonise? (v anglickém originále Who Mourns for Adonais?) je druhý díl druhé řady seriálu Star Trek. Premiéra epizody proběhla 22. září 1967.

## Příběh
Hvězdného data 3497.2 kosmická loď USS Enterprise NCC-1701 pod vedením kapitána Jamese Tiberius Kirka doráží na orbitu planety Pollux IV, když je najednou zachytí energetické pásmo v podobě lidské ruky. Veškeré snahy o uvolnění jsou neúspěšné a pan Spock hlásí zvláštní záznamy na jednom z jeho senzorů. Na obrazovce se objevuje hlava muže, který tvrdí, že posádka Enterprise jsou jeho děti a tímto jsou na konci jejich pět tisíc let dlouhé cesty. Kirk jej upozorňuje, že se budou bránit, ale neznámá bytost je schopna sevřít ruku a tak rozdrtit Enterprise. Po demonstraci své síly si žádá kapitána Kirka s jeho důstojníky, kromě pana Spocka.
Výsadek tvoří kapitán Kirk, Dr. McCoy, Montgomery Scott, Pavel Čechov a expertka na antiku Carolyn Palamasová, která je dosud středem zájmu pana Scotta. Na planetě se opravdu setkávají s antickým prostředím a bytostí, která se představuje jako Apollón - bůh z hory Olymp. Od samého začátku věnuje pozornost Palamasové a egoisticky oznamuje výsadku, že je jejich bůh a tímto svou cestu ukončili, budou spolu pít víno a poslouchat hudbu. Pro to nemá pochopení kapitán Kirk a odmítá představu, že všichni z Enterprise budou zde muset zůstat a uctívat osobu označující se za boha. Hlavní problém má pan Scotty, kterému se nelíbí Apollónova náklonnost k Carolyn. Celkem třikrát mu Apollón dává lekci bolesti, když se jej Scotty snaží napadnout. Carolyn ve volných chvílích prochází antické zahrady s Apollonem a není zřejmé, zda si ještě uvědomuje svou hodnost a příslušnost. Kirk, Scotty, McCoy a Čechov se domluví, že zkusí jeho energii vyčerpat, jako při posledním útoku na Scottyho, kdy Apollón zjevně zeslábl, a všichni čtyři se mu naráz začnou vysmívat a provokovat jej. Jejich plán přeruší Carolyn a začne Apollóna prosit za odpuštění jejich činů.
Ve vesmíru se mezitím pan Spock snaží dostat různými způsoby ze sevření energetické ruky. Poručík Sulu mu oznamuje, že nemůže určit, kde je zdroj energie. Pan Spock mu radí, ať tedy přijde na místa, kde určitě zdroj není. Mezitím Kirk mluví s Carolyn a snaží se jí vrátit do reality, ačkoliv ona napřed odmítá s tím, že Apollóna miluje. Daří mu vysvětlit, že pokud neodvrhne Apollóna, odsoudí sama přes 400 lidí na Enterprise k pasení koz, hraní na píšťaly a obětovávání jelena bohu. Carolyn nakonec souhlasí. Když se Spockovi konečně daří navázat spojení s výsadkem, informuje kapitána, že dokážou již udělat menší průchody v energii, aby mohli pálit phasery na povrch planety. Zdroj Apollónovi energie je v budově, kde výsadek přebývá. Kirk mu dává za úkol budovu zaměřit a pálit na jeho rozkaz. Když Carolyn Apollóna odvrhne, ten se rozzuří a vyvolá bouři. Kapitán dává příkaz k palbě. Když phasery zasáhnou budovu, objevuje se Apollón a po jejím zničení ztrácí energii. Promlouvá k Diovi, Athéně, Héře a dalším bohům, aby jej přijali mezi sebe.
Když zmizí, McCoy nahlas uvažuje, že si jeho zničení asi bude vyčítat. Kirk souhlasí a dodává, že tato mimozemská rasa dala základy zlatého věku lidské civilizace a patrně by neuškodilo natrhat pro ně pár okvětních lístků.